# Christian Rudolf Karl Wichmann
Christian Rudolf Karl Wichmann (* 29. März 1744 in Hannover; † 10. Dezember 1800 in Celle) war ein deutscher evangelisch-lutherischer Geistlicher und Pädagoge. Er gründete und leitete die Wichmannsche Erziehungsanstalt in Celle.

## Leben
Christian Rudolf Karl Wichmann war ein Sohn des Hof-Chirurgen Johann Philipp Konrad Wichmann (1715–1763) in Hannover und seiner Frau Catharina Eleonore (1710–1782), verwitwete Gladbach, einer Tochter des Superintendenten Johann Georg Lodemann in Osterode. Der Mediziner Johann Ernst Wichmann war sein älterer Bruder.
Er besuchte die Schule in Hannover sowie als königlicher Stipendiat von 1759 bis 1761 die Klosterschule Ilfeld. Bestimmt zum geistlichen Amt, studierte er Evangelische Theologie an der Universität Göttingen. Anschließend war er Hospes (Seminarist) im Kloster Loccum unter dem Abt Christoph Heinrich Chappuzeau. Seine erste Stelle erhielt er an der Blumlager Kirche St. Georg in Celle. Ab 1780 war er 20 Jahre an der Neuenhäuser Kirche tätig.
Wichmann vertrat in seiner Amtsführung die Gedanken der Aufklärung. Er schaffte alte Bräuche ab, sorgte für eine bessere Armen-Fürsorge und führte den Kinderfreund von Friedrich Eberhard von Rochow sowie den Gesundheits-Katechismus als Schulbücher in Celle ein. Ab 1782 führte er eine Erziehungsanstalt, die sich aus kleinen Anfängen zu einem überregional bekannten Institut entwickelte. Wichmann schenkte dem Unternehmen, das auch vom König mit einem Zuschuss von 550 Talern unterstützt wurde, seine ganze Kraft. Dabei wurde er von seiner Frau und einer Reihe von Lehrern, darunter Wilhelm Benjamin Gautzsch, Karl Gotthold Lenz und Wilhelm Nikolaus Freudentheil, unterstützt. Zu den Schülern des Instituts zählten Georg Christian von Wangenheim und Franz von Knigge. 1799, ein Jahr vor seinem Tod, musste er jedoch aus Gesundheitsgründen die Anstalt schließen.
Er war verheiratet mit Catharina Dorothea, geb. Lassius († 1806). Von den acht Kindern des Paares wurde der älteste Sohn Franz (1776–1850) Rat am Oberappellationsgericht Celle; der zweite Sohn Friedrich Georg Christian (1779–1861) Berufsoffizier, zuletzt Oberst, und Gouverneur (Erzieher) der Prinzen Ernst und Albert von Sachsen-Coburg und Gotha (aus dem Haus Sachsen-Coburg und Gotha); Luise (1784–1814) heiratete Franz Passow. Der Maler Adolf Friedrich Georg Wichmann und der Astronom Moritz Ludwig Georg Wichmann sowie der Gymnasialrektor Wilhelm Arthur Passow waren Enkel.